# خیرآباد (مشهد)
خیرآباد روستایی در دهستان کنویست بخش مرکزی شهرستان مشهد استان خراسان رضوی ایران است. بر پایه سرشماری عمومی نفوس و مسکن در سال ۱۳۹۰ جمعیت این روستا ۷۰۱ نفر (در ۱۹۶ خانوار) بوده‌است.